# Quốc ca Cộng hòa Chuvash
Quốc ca Cộng hòa Chuvashia (tiếng Chuvash: Чӑваш Республикин патшалӑх гимнӗ, Çovaş Respublikin patşaloh gimnö; tiếng Nga: Государственный гимн Чувашской Республики), còn được biết đến là "Ôi, quê hương" (tiếng Chuvash: Тӑван ҫӗршыв, Tovan cörşıv), là quốc ca của Chuvashia, một chủ thể liên bang của Nga. Được chấp nhận chính thức bởi quốc gia này vào năm 1997, lời bài hát được viết bởi Ilya Tuktash và nhạc được sáng tác bởi German Lebedev.

## Lịch sử

### Phiên bản ban đầu
Một ý tưởng nảy sinh vào năm 1905 về việc tạo ra một giai điệu phổ quát mới. Vào thời điểm đó, nhà thơ Yakov Turkhan đã viết những bài thơ theo giai điệu của Quốc ca Liên bang Nga và ông đã xuất bản chúng trong số đầu tiên của tờ báo "Hypar" vào tháng 1 năm 1906. Trong mùa thu năm 1917, linh mục Taras Kirillov đã viết và sáng tác bài thơ "Чӑваш халӑх юрри" (Çovaş haloh yurri). Ban đầu nó không thành công, nhưng vào đầu tháng 1 năm 1918, Tikhon Alekseyev - người lãnh đạo dàn hợp xướng Chuvash ở Kazan, đã sáng tác bài quốc ca, sau đó được toàn bộ giới trí thức Chuvash ủng hộ. Một phiên bản có giai điệu dựa trên "Nước Nga tồn tại lâu dài, một đất nước tự do.", Được phổ nhạc bởi Aleksandr Grechaninov, và một bản dịch phụ được bảo tồn.
Nó được trình diễn vào tháng 1 năm 1918 (sau khi Cộng hòa Nga kết thúc) bởi dàn hợp xướng Chuvash ở Kazan sau buổi ra mắt vở kịch quốc gia đầu tiên của Maximovich-Koshkinsky, dựa trên vở kịch Sống không như bạn muốn của Alexander Ostrovsky.
Mức độ phổ biến của nó tăng lên và nó đã được thực hiện trên tất cả các sự kiện quan trọng. Tuy nhiên, nó đã không có được một trạng thái chính thức tại thời điểm đó.

### Phiên bản hiện tại
Phiên bản hiện tại dựa trên bài hát Ôi, quê hương (tiếng Chuvash: Тӑван Ҫӗршыв), được viết vào giữa thế kỷ 20 bởi nhà thơ người Chuvash Ilya Tuktash và Nghệ sĩ danh dự của CHXHCNXVLBN German Lebedev.
Nhà soạn nhạc, German Lebedev, đã tạo ra nó cho vở kịch "Ở quê hương của mình" của Pyotr Osipov, được dàn dựng tại Nhà hát Học thuật Chuvash giữa năm 1944 - 1945. Sau màn trình diễn đầu tiên, khán giả đã rất ấn tượng. Lần đầu tiên, bài hát đã đạt được trạng thái của một bài quốc ca không chính thức của Chuvashia vào ngày 30 tháng 10 năm 1950. Sau đó, lễ kỷ niệm 30 năm Cộng hòa xã hội chủ nghĩa Xô viết tự trị Chuvash được tổ chức. Vào buổi tối long trọng này, Dàn nhạc và điệu nhảy Chuvash State đã biểu diễn một bài hát kèm theo dàn nhạc giao hưởng.
Bài hát đã trở thành một bài hát chính thức sau khi thông qua vào ngày 1 tháng 7 năm 1997 bởi Hội đồng Nhà nước Cộng hòa Chuvashia của Luật "Về các Biểu tượng Nhà nước của Cộng hòa Chuvash", được phê duyệt và ký bởi Nguyên thủ, Nikolay Fyodorov, vào ngày 14 tháng 7 năm 1997.
Ngày 29 tháng 4 là một ngày lễ quan trọng ở Cộng hòa Chuvash, kỷ niệm ngày biểu tượng nhà nước cộng hòa, bao gồm quốc ca, quốc huy và quốc kỳ, tất cả đều được tổ chức từ năm 2004. Nó được giới thiệu bởi Nghị định của Chủ tịch nước Cộng hòa Chuvash vào ngày 8 tháng 4 năm 2004, số 24 "Vào ngày biểu tượng của nhà nước Cộng hòa Chuvash" và Luật pháp Cộng hòa Chuvash vào ngày 19 tháng 4 năm 2004, số 1 "Vào ngày biểu tượng của nhà nước Cộng hòa Chuvash".

## Lời

### Tiếng Chuvash
| Ký tự Cyrill | Latinh hóa | Chuyển tự IPA |
| Пӗрремӗш куплет: Ҫурхи тӗнче вӑраннӑ чух, Хаваслӑ кун шӑраннӑ чух, Чун савӑнать: чӗре сикет, Ҫӗршывӑм ҫинчен юрлас килет. Хушса юрламалли: Тӑван ҫӗршыв, Асран кайми Юратнӑ ҫӗршыв. Тӑван ҫӗршыв, Мухтав сана, Ҫуралнӑ ҫӗршыв! Иккӗмӗш куплет: Яшсем–херсем вылянӑ чух, Атте–анне ӑс панӑ чух, Чун савӑнать, чӗре сикет, Татах та нумай пурнас килет. Хушса юрламалли Виҫҫӗмӗш куплет: Тӑвансемпе пӗрлешнӗ чух, Чӑваш тӗнчи ҫӗкленнӗ чух, Чун савӑнать: чӗре сикет, Татах та хастар пулас килет. Хушса юрламалли | Pörremöş kuplet: Curhi tönçe voranno çuh, Havaslo kun şoranno çuh, Çun savonaty: çöre siket, Cörşıvom cinçen yurlas kilet. Huşsa yurlamalli: Tovan cörşıv, Asran kaymi Yuratno cörşıv. Tovan cörşıv, Muhtav sana, Curalno cörşıv! İkkömöş kuplet: Yaşsem–hersem vılyano çuh, Atte–anne os pano çuh, Çun savonaty, çöre siket, Tatah ta numay purnas kilet. Huşsa yurlamalli Viccömöş kuplet: Tovansempe pörleşnö çuh, Çovaş tönçi cöklennö çuh, Çun savonaty: çöre siket, Tatah ta hastar pulas kilet. Huşsa yurlamalli | /pɘrrɛmɘʂ kuplɛt/ /ɕurχi tɘnt͡ɕɛ ʋɒranna t͡ɕuχ/ /χaʋaslɒ kun ʂɒrannɒ t͡ɕuχ/ /t͡ɕun saʋɒnatʲ t͡ɕɘrɛ sikɛt/ /ɕɘrʂɯʋɒm ɕint͡ɕɛn jurlas kilɛt/ /χuʂsa jurlamalli/ /tɒʋan ɕɘrʂɯʋ/ /asran kajmi/ /juratnɒ ɕɘrʂɯʋ/ /tɒʋan ɕɘrʂɯʋ/ /muχtaʋ sana/ /ɕuralnɒ ɕɘrʂɯʋ/ /ikkɘmɘʂ kuplɛt/ /jaʂsɛm χɛrsɛm ʋɯljanɒ t͡ɕuχ/ /attɛ annɛ ɒs panɒ t͡ɕuχ/ /t͡ɕun saʋɒnatʲ t͡ɕɘrɛ sikɛt/ /tataχ ta numaj purnas kilɛt/ /χuʂsa jurlamalli/ /ʋiɕɕɘmɘʂ kuplɛt/ /tɒʋansɛmpɛ pɘrlɛʂnɘ t͡ɕuχ/ /t͡ɕɒʋaʂ tɘnt͡ɕi ɕɘklɛnnɘ t͡ɕuχ/ /t͡ɕun saʋɒnatʲ t͡ɕɘrɛ sikɛt/ /tataχ ta χastar pulas kilɛt/ /χuʂsa jurlamalli/ |

### Tiếng Nga
| Ký tự Cyrill | Latinh hóa |
| --- | --- |
| I Когда весны высокий свод, Лучи живые щедро льёт, — На добрый лад судьбу верша, О крае родном поёт душа. Припев: Поклон тебе, О Родина, Красавица На все времена. Поклон тебе, О Родина, Да славится Родная страна! II Отцам на смену выйдя в путь, Ты, юность, им опорой будь. На добрый лад судьбу верша, О жизни большой поёт душа. Припев III Народ народу — друг и брат, Отныне и чуваш крылат, На добрый лад судьбу верша, О силе людской поёт душа. Припев | I Kogda vesny vysokij svod, Luči živyje šcedro ljjot, — Na dobryj lad sudjbu verša, O kraje rodnom pojot duša. Pripev: Poklon tebe, O Rodina, Krasavica Na vse vremena. Poklon tebe, O Rodina, Da slavitsja Rodnaja strana! II Otcam na smenu vyjdja v putj, Ty, junostj, im oporoj budj. Na dobryj lad sudjbu verša, O žizni boljšoj pojot duša. Pripev III Narod narodu — drug i brat, Otnyne i čuvaš krylat, Na dobry lad sudjbu verša, O sile ljudskoj pojot duša. Pripev |

### Tiếng Việt
Khi thế giới mùa xuân thức dậy
Khi nghe thấy những ngày vui vẻ
Tâm hồn tôi hân hoan, trái tim tôi đập
Tôi muốn hát về đất nước của tôi.
Điệp khúc:
Ôi quê hương,
Ôi quê hương,
Không thể nào quên
Quê hương yêu dấu.
Ôi quê hương,
Ôi quê hương,
Hãy khen ngợi bạn,
Quê hương tôi!
Khi con trẻ vui mừng
Khi cha mẹ khuyên răn.
Tâm hồn tôi vui mừng, trái tim tôi đập,
Tôi muốn hát về đất nước của tôi.
Điệp khúc
Khi những người thân đến với nhau,
Và khi thế giới Chuvash trỗi dậy,
Tâm hồn tôi vui mừng, trái tim tôi đập,
Tôi muốn hát về đất nước của tôi.
Điệp khúc